# Пряжене масло

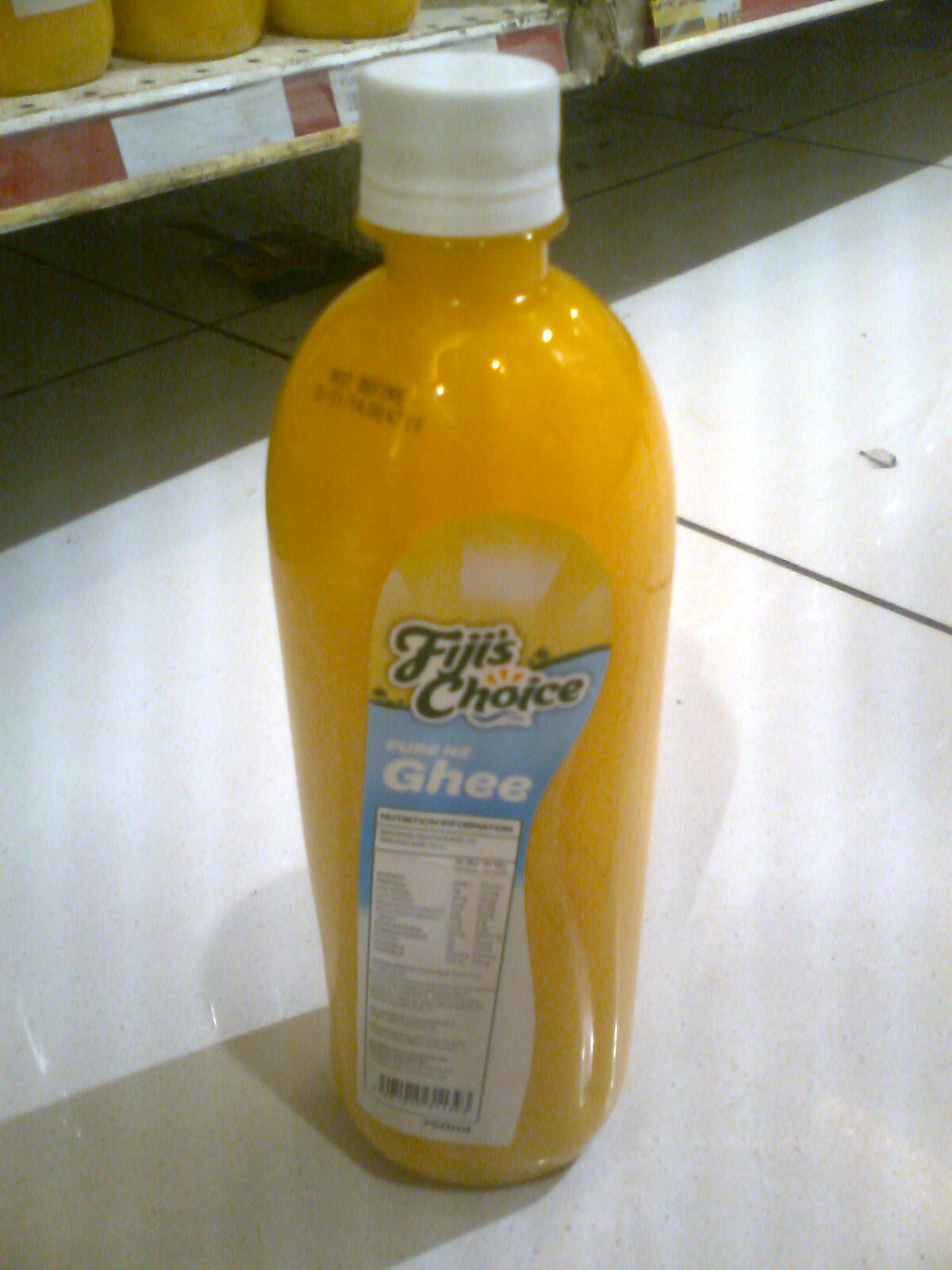
Пряжене масло виробництва Фіджі

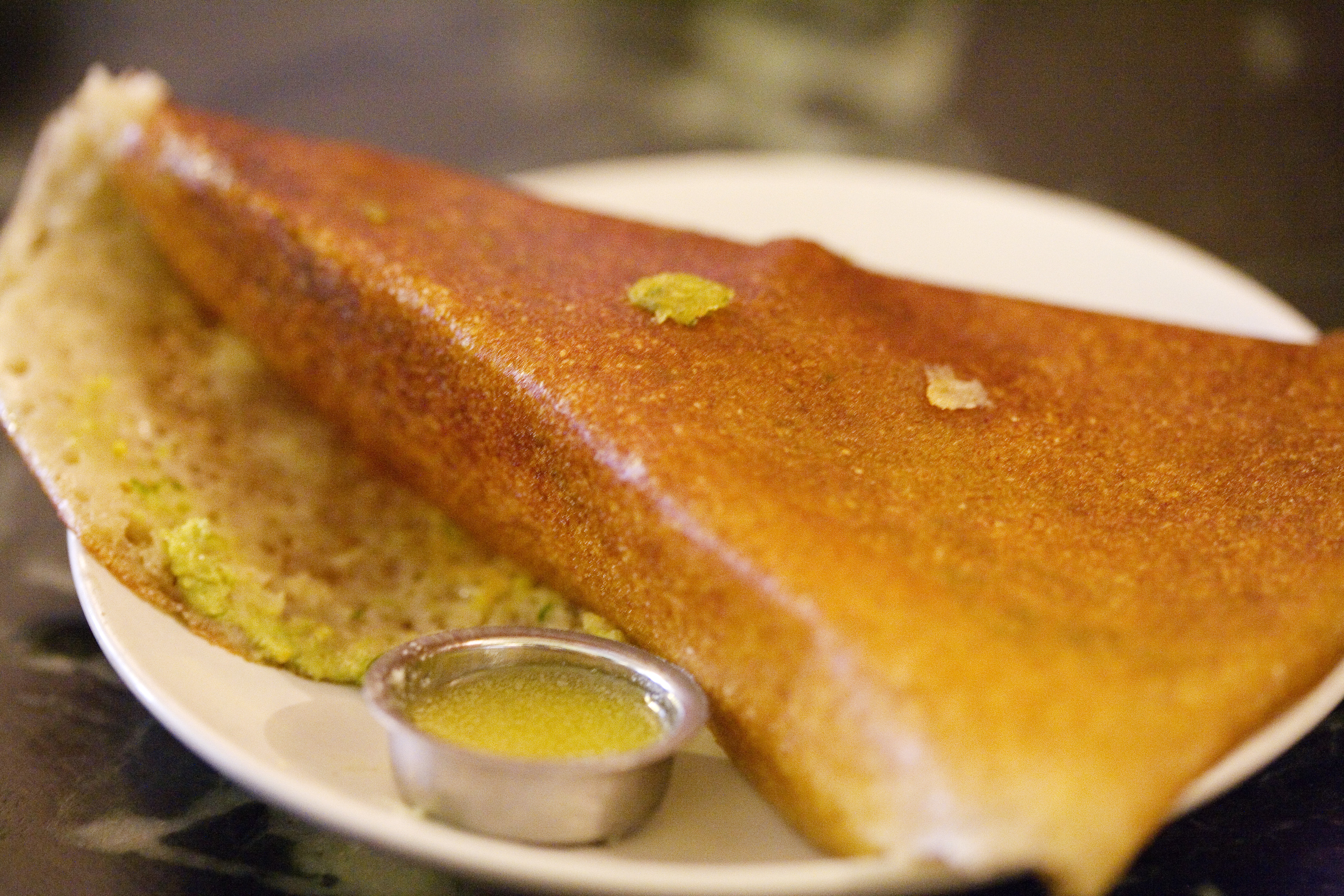
Індійський млинчик з пряженим маслом гхі

Пря́жене ма́сло, або топле́не ма́сло — очищене вершкове масло, з якого тривалим нагріванням видалені вода, молочні білки та молочний цукор. У результаті виходить чисте жовте вершкове масло, яке можна нагрівати до вищої температури, перш ніж воно почне підгоряти.

## Властивості і склад
Пряжене масло містить набагато менше води, ніж вершкове, що дозволяє зберігати його значно довше, близько 9-ти місяців при кімнатній температурі, до 15-ти місяців в холодильнику. Диміти воно починає тільки при 205 °C, тому придатне для смаження. 100 грамів продукту містять 99,8 грамів вершкового жиру, з них до 35 % ненасичених жирних кислот. Решта складових: Холестерин (278 мг), вода (100 мг) і жиророзчинні вітаміни (A: 0,93 мг, каротин: 0,53 мг, D: 1,6 мкг і E: 2,4 мг). У ньому міститься незначна кількість лактози та казеїну, тому воно прийнятне для більшості людей, які мають непереносимість лактози або алергію на казеїн .

## Приготування
У домашніх умовах вершкове масло обережно нагрівають і витримують близько 30 хвилин в рідкому стані. Молочні білки осідають на дно каструлі та спливають вгору у вигляді піни, вода випаровується. Піну знімають шумівкою, рідке топлене масло проціджують.
При промисловому виробництві вершкове масло розтоплюють при температурі від 40 до 50 °C і відокремлюють від води, молочного білка і молочного цукру за допомогою центрифуги. Потім вершковий жир короткочасно нагрівають у вакуумному казані приблизно до 100 °C, щоб випарувати залишки води, збивають стислим повітрям і розливають по банках.

## Виникнення і традиції
Підвищення властивостей до збереження масла при перетоплюванні відоме з давніх часів.
У індійській і пакистанській кухні пряжене масло є найважливішим харчовим жиром. Воно готується традиційним способом, воно має легкий горіховий аромат і зберігається набагато довше виготовленого промисловим способом. Індійці навіть запевняють, що пряжене масло для медичного застосування тим краще, чим довше воно «дозріває».
У індуїзмі продукт грає важливу роль в церемоніях жертвопринесень. Крім того, індійські масляні лампи найчастіше заправляються пряженим маслом. За Аюрведою, очищене пряжене масло є лікарським засобом і найсприятливіше для людей конституцією вата і пітта. Частіше за всього його вживають в їжу, іноді використовують для змазування носових проходів. Для лікування розладів, викликаних піттою, масло готують з гіркими травами.
Також пряжене масло широко використовується в Ірані, Північній Африці, на Північному сході Бразилії.